# Hartmut Krukemeyer
Hartmut Krukemeyer (* 11. Mai 1925 in Osnabrück; † 21. Mai 1994 ebenda) war ein deutscher Mediziner und Unternehmer.

## Leben
Krukemeyer studierte Humanmedizin an den Universitäten Münster und Hamburg und war später als Radiologe tätig. 1968 gründete er in Osnabrück nach dem Vorbild der amerikanischen Mayo-Kliniken eine Praxisklinik, aus der die Klinikgruppe der Paracelsus-Kliniken hervorging.
Aus seiner ersten Ehe stammt Sohn Manfred (* 1962). Später heiratete Krukemeyer Katharina Gräfin von Schwerin (1941–2015).
Im Jahr 1977 erwarb er das Gut Hüffe im Kreis Minden-Lübbecke und investierte mehrere Millionen DM in die Restaurierung von Schloss, Parkgelände und umliegenden Gebäuden.

## Ehrungen
- 1986: Verdienstkreuz 1. Klasse der Bundesrepublik Deutschland
- 1990: Großes Verdienstkreuz der Bundesrepublik Deutschland